# Clan Ashikaga
Il clan Ashikaga (足利氏?, Ashikaga-uji) fu una nobile e potente famiglia feudale giapponese, protagonista del periodo Muromachi della storia del Giappone.
La sua illustre origine è da rintracciarsi nella linea Seiwa Genji del clan Minamoto, attraverso Minamoto Yoshikane, pronipote diretto di Yoshiie (1039–1106) e quindi vantava un'ascendenza imperiale, in quanto discendente dell'Imperatore Seiwa.
I capi del clan furono daimyō di Ashikaga, nella provincia di Shimotsuke (attuale prefettura di Tochigi) durante il periodo Kamakura, ma con il famoso generale Ashikaga Takauji il casato riuscì a prendere il potere in Giappone ed impose lo Shogunato Ashikaga che detenne il potere dal 1336 al 1576. Dopo la fine dello shogunato ad opera di Oda Nobunaga, divennero un clan di daimyō di Kitsuregawa (l'attuale città di Sakura nella prefettura di Tochigi), ed i discendenti del casato esistono ancora oggi.
Questa casata ebbe vari e famosi rami, come quello degli Imagawa, Hosokawa, Hatakeyama e Shiba.

## Albero genealogico Ashikaga
- Minamoto no Yoshiyasu (+ 1157), discendente dei Minamoto e quindi dalla linea Seiwa Genji assunse per primo il cognome Ashikaga; 
  - Yoshikane (+ 1199)
  - Yoshiuji (+ 1255)
- Yoshuuji (1216-1270)
  - Yoriuji (1258-1280)
- Ietoki
- Sadauji (1273-1331)
- Takauji (1305–1358), divenne 1º shōgun e iniziò lo shogunato Ashikaga
- Yoshiakira (1330–1368) (2º shōgun 1359–1368)
- Yoshimitsu (1358–1408) (3º shōgun 1368–1394)
- Yoshimochi (1386–1428) (4º shōgun 1395–1423)
- Yoshikazu (1407–1425) (5º shōgun 1423–1425)
- Yoshinori (1394–1441) (6º shōgun 1429–1441)
- Yoshimasa (1436–1490) (shōgun 1449–1473)
- Yoshihisa (1465–1489) (shōgun 1474–1489)
- Masatomo (+ 1491)
- Yoshizumi (1480–1511) (shōgun 1495–1508)
- Yoshiharu (1510–1550) (shōgun 1522–1547)
- Yoshiteru (1536–1565) (shōgun 1547–1565)
- Yoshiaki (1537–1597) (shōgun 1568–1573), ultimo shogun della famiglia
- Yoshikatsu (1434–1443) (shōgun 1442–1443)
- Yoshimi (+ 1491)
- Yoshitane (1466–1523) (shōgun 1490–1493, 1508–1521)
- Yoshifuyu
- Yoshihide (1540–1568) (14º shōgun 1568)
- Yoshitsugu (1394-1418)
- Motouji (1340-1367)
- Ujimitsu
- Tadafuyu (1327-1400)
- Tadayoshi (1306-1352)
- Ieuji, capostipite della famiglia Shiba
- Yoshiaki, capostipite della famiglia Shibukawa
- Yorishige, capostipite della famiglia Ishidoo
- Kooshin, capostipite della famiglia Isshiki
- Nagauji (1211-1290), capostipite della famiglia Kuniuji e Mitsuuji
- Yoshizumi (1176-1210), capostipite della famiglia Hatakeyama
  - Yoshitane, capostipite della famiglia Momonoi
  - Yoshikiyo (+ 1183)
  - Yoshizane
- Sanekuni, capostipite della famiglia Niki
  - Yoshisue, capostipite della famiglia Hosokawa